# Guinea Airlines
 (décembre 2019).
Guinea Airlines, est une compagnie aérienne privée guinéenne.

## Création
Elle est née d'un partenariat entre GBM (Groupe Business Marketing) de Mamadou Antonio Souaré et le groupe Regourd aviation. 
La cérémonie d'inauguration a eu lieu le 25 février 2017, en présence du président Alpha Condé. Les premiers vols commerciaux devaient commencer fin mars, une fois les aéroports régionaux prêts. Elle a pour but de remplacer l'ancienne compagnie nationale Air Guinée. Après un accord entre Guinea Airlines et Ethiopian Airlines, elle se sépare de son partenaire Regourd Aviation. D'après le ministre des transports guinéens, Oyé Guilavogui, dans un mois au plus tard seront fournis les trois appareils à la compagnie. 
49 % des parts de Guinea Airlines devraient revenir à Ethiopian Airlines.

## Flotte
Guinea Airlines devait commencer ses activités avec deux appareils pour les vols commerciaux, un Embraer ERJ 145 et un ATR 72-212, tous deux provenant du groupe Regourd aviation. L'Embraer ERJ 145 sera configuré pour accueillir 49 passagers et l'ATR 72 sera configuré pour accueillir 64 passagers. 
La flotte de la compagnie devrait finalement être composée de 2 Bombardier Dash 8-Q400 ainsi que d’un Boeing 737.

## Destinations
Les destinations prévues par la compagnie, associé à Regourd Aviation étaient :
- Labé-Dakar-Banjul
- Nzérékoré-Abidjan
- Nzérékoré-Monrovia-Freetown
- Kankan-Bamako-Abidjan
- Siguiri-Bamako-Abidjan

La compagnie sera basée à l'Aéroport international de Conakry. Les liaisons intérieures étaient prévues pour début du mois d'avril 2017. Désormais, il est prévu que les premiers vols commerciaux soient en juin 2018, cependant jusqu'à présent aucun avion n'a décollé[Quand ?]. Les liaisons intérieures seront lancées à condition de la réhabilitation des aéroports régionaux, les liaisons régionales (telles qu'Abidjan, Bamako, Dakar) seront lancées dès les débuts de la compagnie.

## Un décollage compliqué
La compagnie a de nombreux défis à relever, avant son vol inaugural, en commençant par les aéroports régionaux, beaucoup d'entre eux ont été occupés à leurs abords par des constructions anarchiques. La compagnie inaugurée, il y a une année, environ, n’a pour l’instant lancé aucun vol commercial. Le vol inaugural est estimé au mois de juin. Le changement de partenaire a retardé les activités de la compagnie et il a prouvé que la compagnie initiale n’était pas opérationnelle.

## Un projet mort dans l'œuf
Le mercredi 7 avril 2021, le Premier ministre guinéen Ibrahima Kassory Fofana, annonça que "Mon ami Antonio [Antonio Souaré, patron de l'entreprise guinéenne Groupe Business Marketing] était avec des partenaires, mais je pense que ça n’a pas fonctionné". 